# 前447年
| 千纪： | 前1千纪 |
| 世纪： | 前6世纪 \| 前5世纪 \| 前4世纪 |
| 年代： | 前470年代 \| 前460年代 \| 前450年代 \| 前440年代 \| 前430年代 \| 前420年代 \| 前410年代                                                                                                 |
| 年份： | 前452年 \| 前451年 \| 前450年 \| 前449年 \| 前448年 \| 前447年 \| 前446年 \| 前445年 \| 前444年 \| 前443年 \| 前442年                                                                   |
| 纪年： | 周貞定王二十二年 魯悼公二十一年 齊宣公九年 晉哀公五年 趙襄子二十九年 秦厉共公三十年 楚惠王四十二年 宋昭公二十二年 衛敬公十八年 蔡侯齊四年 鄭共公八年 燕成公八年 越王朱勾元年 杞簡公二年 |

## 大事記
- 雅典動工興建帕提農神廟
- 楚國攻蔡國（今安徽鳳台），蔡國灭亡。蔡侯齊逃跑，蔡国绝祀。

## 出生
- 阿伽颂，古希腊悲剧作家之一

## 逝世
- 顓孫師（子张），孔子弟子，孔门十哲之一